# Jabkenice
Jabkenice è un comune della Repubblica Ceca facente parte del distretto di Mladá Boleslav, in Boemia Centrale.